# 弗洛丽卡·佩特库-多斯皮内斯库
弗洛丽卡·佩特库-多斯皮内斯库（羅馬尼亞語：Florica Petcu-Dospinescu，1951年3月11日—），罗马尼亚女子赛艇运动员。她曾代表罗马尼亚参加世界赛艇锦标赛，获得一枚银牌和三枚铜牌。她也曾参加1976年和1980年夏季奥林匹克运动会。